# 马尔泰伊
马尔泰伊，是匈牙利琼格拉德州所辖的一个村。总面积36.45平方公里，总人口1352，人口密度37.1人/平方公里（2011年1月1日）。